# Шведска на Светском првенству у атлетици у дворани 2014.
Шведска је на Светском првенству у атлетици у дворани 2014. одржаном у Сопоту од 7. до 9. марта учествовала петнаести пут, односно учествовала је на свим првенствима до данас. Репрезентацију Шведске представљало је седам такмичара (4 мушкарца и 3 жене), који су се такмичили у 6 дисциплина (3 мушке и 3 женске).,
На овом првенству Шведска је по броју освојених медаља дели 11. место са две освојене медаље (златна и бронзана). Поред тога оборен је 1 лични рекорд сезоне. У табели успешности према броју и пласману такмичара који су учествовали у финалним такмичењима (првих 8 такмичара) Шведска је са 4 учесника у финалу заузела 17. место са 19 бода.
| Плас. | Земља   | 1. место | 2. место | 3. место | 4. место | 5. место | 6. место | 7. место | 8. место | Бр. финал. | Бод. |
| ----- | ------- | -------- | -------- | -------- | -------- | -------- | -------- | -------- | -------- | ---------- | ---- |
| 17.   | Шведска | 1        | 0        | 1        | 0        | 1        | 0        | 0        | 1        | 4          | 19   |

## Учесници
| Мушкарци: - Том Клинг-Баптист — 60 м - Одајн Росе — 60 м - Филип Носми — 60 м препоне - Михел Торнеус — Скок удаљ | Жене: - Абеба Арегави — 1.500 м - Ерика Јардер — Скок удаљ - Ема Грен Трегаро — Скок увис |  |

## Освајачи медаља (2)

### Злато (1)
- Абеба Арегави — 1.500 м

### Бронза (1)
- Михел Торнеус — Скок удаљ

## Резултати

### Мушкарци
| Атлетичар         | Дисциплина   | Лични рекорд | Квалификације | Квалификације | Полуфинале            | Полуфинале            | Финале                | Финале       | Детаљи |
| Атлетичар         | Дисциплина   | Лични рекорд | Резултат      | Место         | Резултат              | Место                 | Резултат              | Место        | Детаљи |
| ----------------- | ------------ | ------------ | ------------- | ------------- | --------------------- | --------------------- | --------------------- | ------------ | ------ |
| Том Клинг-Баптист | 60 м         | 6,65         | 6,71          | 6. у гр. 2    | Нису се квалификовали | Нису се квалификовали | Нису се квалификовали | 28 / 43 (44) |        |
| Одајн Росе        | 60 м         | 6,62         | 6,72          | 5. у гр. 1    | Нису се квалификовали | Нису се квалификовали | Нису се квалификовали | 29 / 43 (44) |        |
| Филип Носми       | 60 м препоне | 7,63         | 7,92          | 6. у гр. 2    | Нису се квалификовали | Нису се квалификовали | Нису се квалификовали | 24 / 29 (31) |        |
| Михел Торнеус     | Скок удаљ    | 8,29 НР      | 8,08 КВ       | 5             |                       |                       | 8,21 ЛРС              |              |        |

### Жене
| Атлетичарка      | Дисциплина | Лични рекорд | Квалификације | Квалификације | Финале   | Финале | Детаљи |
| Атлетичарка      | Дисциплина | Лични рекорд | Резултат      | Место         | Резултат | Место  | Детаљи |
| ---------------- | ---------- | ------------ | ------------- | ------------- | -------- | ------ | ------ |
| Абеба Арегави    | 1.500 м    | 3:57,91 НР   | 4:08,74       | 1. у гр. 2    | 4:00,61  |        |        |
| Ерика Јардер     | Скок удаљ  | 6,71         | 6,50 кв       | 8             | 6,36     | 8 / 13 |        |
| Ема Грен Трегаро | Скок увис  | 1,98         | 1,95 КВ       | 7             | 1,94     | 5 / 17 |        |